# Élections cantonales de 2004 dans les Landes
Les élections cantonales ont eu lieu les 21 et 28 mars 2004.
Lors de ces élections, 15 des 30 cantons des Landes ont été renouvelés. Elles ont vu la reconduction de la majorité socialiste dirigée par Henri Emmanuelli, président du conseil général depuis 1998.

## Résultats à l’échelle du département
Répartition départementale des résultats (2e tour).
- Gauche (62,40 %)
- Droite (35,45 %)
- Divers (2,15 %)

Répartition départementale des résultats (2e tour).
- Gauche (59,13 %)
- Droite (40,87 %)

| Étiquette      | Étiquette                         | Premier tour | Premier tour | Second tour | Second tour | Sièges |
| Étiquette      | Étiquette                         | Voix         | %            | Voix        | %           | Sièges |
| -------------- | --------------------------------- | ------------ | ------------ | ----------- | ----------- | ------ |
|                | Parti socialiste                  | 38 007       | 45,42        | 40 661      | 59,13       | 14     |
|                | Parti communiste français         | 6 346        | 7,58         |             |             |        |
|                | Les Verts                         | 4 144        | 4,95         |             |             |        |
|                | Divers gauche                     | 1 740        | 2,08         |             |             |        |
|                | Parti radical de gauche           | 1 496        | 1,79         |             |             |        |
|                | Extrême gauche                    | 487          | 0,58         |             |             |        |
| Gauche         | Gauche                            | 52 220       | 62,40        | 40 661      | 59,13       | 14     |
|                |                                   |              |              |             |             |        |
|                | Union pour un mouvement populaire | 18 117       | 21,65        | 22 012      | 32,01       | 1      |
|                | Front national                    | 6 140        | 7,34         |             |             |        |
|                | Divers droite                     | 5 408        | 6,46         | 6 093       | 8,86        | 0      |
| Droite         | Droite                            | 29 665       | 35,45        | 28 105      | 40,87       | 1      |
|                |                                   |              |              |             |             |        |
|                | Divers                            | 1 799        | 2,15         |             |             |        |
|                |                                   |              |              |             |             |        |
| Inscrits       | Inscrits                          | 128 134      | 100,00       | 103 786     | 100,00      |        |
| Abstention     | Abstention                        | 39 772       | 31,04        | 30 534      | 29,42       |        |
| Votants        | Votants                           | 88 362       | 68,96        | 73 252      | 70,58       |        |
| Blancs et nuls | Blancs et nuls                    | 4 678        | 5,29         | 4 486       | 6,12        |        |
| Exprimés       | Exprimés                          | 83 684       | 94,71        | 68 766      | 93,88       |        |

## Résultats par canton

### Canton d'Amou
| Candidats      | Candidats                 | Étiquette      | Premier tour | Premier tour | Second tour | Second tour |
| Candidats      | Candidats                 | Étiquette      | Voix         | %            | Voix        | %           |
| -------------- | ------------------------- | -------------- | ------------ | ------------ | ----------- | ----------- |
|                | Jean-Jacques Darmaillacq* | UMP            | 1 837        | 45,72        | 2 087       | 48,48       |
|                | Odile Lafitte             | PS             | 1 476        | 36,73        | 2 218       | 51,52       |
|                | Roger Laboudigue          | PCF            | 494          | 12,29        |             |             |
|                | Michèle Bernard           | FN             | 211          | 5,25         |             |             |
|                |                           |                |              |              |             |             |
| Inscrits       | Inscrits                  | Inscrits       | 5 584        | 100,00       | 5 582       | 100,00      |
| Abstention     | Abstention                | Abstention     | 1 371        | 24,55        | 1 085       | 19,44       |
| Votants        | Votants                   | Votants        | 4 213        | 75,45        | 4 497       | 80,56       |
| Blancs et nuls | Blancs et nuls            | Blancs et nuls | 195          | 4,63         | 192         | 4,27        |
| Exprimés       | Exprimés                  | Exprimés       | 4 018        | 95,37        | 4 305       | 95,73       |

*sortant

### Canton de Castets
| Candidats      | Candidats        | Étiquette      | Premier tour | Premier tour | Second tour | Second tour |
| Candidats      | Candidats        | Étiquette      | Voix         | %            | Voix        | %           |
| -------------- | ---------------- | -------------- | ------------ | ------------ | ----------- | ----------- |
|                | Gérard Subsol    | PS             | 2 614        | 47,95        | 2 897       | 50,54       |
|                | Bertrand Puyo*   | UMP            | 2 570        | 47,15        | 2 835       | 49,46       |
|                | Kocia Le Bacquer | PCF            | 267          | 4,90         |             |             |
|                |                  |                |              |              |             |             |
| Inscrits       | Inscrits         | Inscrits       | 7 726        | 100,00       | 7 723       | 100,00      |
| Abstention     | Abstention       | Abstention     | 2 033        | 26,31        | 1 758       | 22,76       |
| Votants        | Votants          | Votants        | 5 693        | 73,69        | 5 965       | 77,24       |
| Blancs et nuls | Blancs et nuls   | Blancs et nuls | 242          | 4,25         | 233         | 3,91        |
| Exprimés       | Exprimés         | Exprimés       | 5 451        | 95,75        | 5 732       | 96,09       |

*sortant

### Canton de Dax-Nord
| Candidats      | Candidats        | Étiquette      | Premier tour | Premier tour | Second tour | Second tour |
| Candidats      | Candidats        | Étiquette      | Voix         | %            | Voix        | %           |
| -------------- | ---------------- | -------------- | ------------ | ------------ | ----------- | ----------- |
|                | Danielle Michel* | PS             | 4 584        | 49,54        | 6 447       | 69,12       |
|                | Bernard Chain    | UMP            | 1 907        | 20,61        | 2 880       | 30,88       |
|                | Sylvie Peducasse | PCF            | 1 017        | 10,99        |             |             |
|                | Bernard Lauga    | Verts          | 874          | 9,44         |             |             |
|                | Laurent Martin   | FN             | 872          | 9,42         |             |             |
|                |                  |                |              |              |             |             |
| Inscrits       | Inscrits         | Inscrits       | 14 710       | 100,00       | 14 704      | 100,00      |
| Abstention     | Abstention       | Abstention     | 4 874        | 33,13        | 4 676       | 31,80       |
| Votants        | Votants          | Votants        | 9 836        | 66,87        | 10 028      | 68,20       |
| Blancs et nuls | Blancs et nuls   | Blancs et nuls | 582          | 5,92         | 701         | 6,99        |
| Exprimés       | Exprimés         | Exprimés       | 9 254        | 94,08        | 9 327       | 93,01       |

*sortant

### Canton de Gabarret
| Candidats      | Candidats        | Étiquette      | Premier tour | Premier tour | Second tour | Second tour |
| Candidats      | Candidats        | Étiquette      | Voix         | %            | Voix        | %           |
| -------------- | ---------------- | -------------- | ------------ | ------------ | ----------- | ----------- |
|                | Michel Herrero*  | UMP            | 882          | 41,64        | 1 147       | 51,67       |
|                | Jean Remazeilles | PS             | 602          | 28,42        | 1 073       | 48,33       |
|                | Michel Rimbert   | PCF            | 306          | 14,45        |             |             |
|                | Daniel Verdier   | PRG            | 158          | 7,46         |             |             |
|                | Éric Heliot      | FN             | 143          | 6,75         |             |             |
|                | Pierre Gouaze    | DVG            | 27           | 1,27         |             |             |
|                |                  |                |              |              |             |             |
| Inscrits       | Inscrits         | Inscrits       | 2 901        | 100,00       | 2 900       | 100,00      |
| Abstention     | Abstention       | Abstention     | 672          | 23,16        | 534         | 18,41       |
| Votants        | Votants          | Votants        | 2 229        | 76,84        | 2 366       | 81,59       |
| Blancs et nuls | Blancs et nuls   | Blancs et nuls | 111          | 4,98         | 146         | 6,17        |
| Exprimés       | Exprimés         | Exprimés       | 2 118        | 95,02        | 2 220       | 93,83       |

*sortant

### Canton de Geaune
| Candidats      | Candidats              | Étiquette      | Premier tour | Premier tour | Second tour | Second tour |
| Candidats      | Candidats              | Étiquette      | Voix         | %            | Voix        | %           |
| -------------- | ---------------------- | -------------- | ------------ | ------------ | ----------- | ----------- |
|                | Jean-Pierre Lafferrere | DVD            | 1 129        | 42,25        | 1 289       | 47,65       |
|                | Gilles Couture         | PS             | 895          | 33,50        | 1 416       | 52,35       |
|                | Jean Sarramagnan*      | UMP            | 543          | 20,32        | Retrait     | Retrait     |
|                | Gérard Ammeux          | FN             | 72           | 2,69         |             |             |
|                | René Leclerc           | PCF            | 33           | 1,24         |             |             |
|                |                        |                |              |              |             |             |
| Inscrits       | Inscrits               | Inscrits       | 3 516        | 100,00       | 3 516       | 100,00      |
| Abstention     | Abstention             | Abstention     | 777          | 22,10        | 728         | 20,71       |
| Votants        | Votants                | Votants        | 2 739        | 77,90        | 2 788       | 79,29       |
| Blancs et nuls | Blancs et nuls         | Blancs et nuls | 67           | 2,45         | 83          | 2,98        |
| Exprimés       | Exprimés               | Exprimés       | 2 672        | 97,55        | 2 705       | 97,02       |

*sortant

### Canton de Hagetmau
| Candidats      | Candidats            | Étiquette      | Premier tour | Premier tour | Second tour | Second tour |
| Candidats      | Candidats            | Étiquette      | Voix         | %            | Voix        | %           |
| -------------- | -------------------- | -------------- | ------------ | ------------ | ----------- | ----------- |
|                | Serge Lansaman       | UMP            | 2 104        | 38,13        | 2 425       | 42,21       |
|                | Monique Lubin        | PS             | 1 953        | 35,39        | 3 320       | 57,79       |
|                | Alain Dutoya*        | PRG            | 1 338        | 24,25        | Retrait     | Retrait     |
|                | Jeanine Laberdoulive | PCF            | 123          | 2,23         |             |             |
|                |                      |                |              |              |             |             |
| Inscrits       | Inscrits             | Inscrits       | 7 332        | 100,00       | 7 331       | 100,00      |
| Abstention     | Abstention           | Abstention     | 1 577        | 21,51        | 1 379       | 18,81       |
| Votants        | Votants              | Votants        | 5 755        | 78,49        | 5 952       | 81,19       |
| Blancs et nuls | Blancs et nuls       | Blancs et nuls | 237          | 4,12         | 207         | 3,48        |
| Exprimés       | Exprimés             | Exprimés       | 5 518        | 95,88        | 5 745       | 96,52       |

*sortant

### Canton de Labrit
| Candidats      | Candidats           | Étiquette      | Premier tour | Premier tour |
| Candidats      | Candidats           | Étiquette      | Voix         | %            |
| -------------- | ------------------- | -------------- | ------------ | ------------ |
|                | Dominique Coutière* | PS             | 1 016        | 63,14        |
|                | Robert Lucas        | UMP            | 365          | 22,68        |
|                | Jacqueline Gasc     | FN             | 119          | 7,40         |
|                | Nicole Bippus       | PCF            | 109          | 6,77         |
|                |                     |                |              |              |
| Inscrits       | Inscrits            | Inscrits       | 2 331        | 100,00       |
| Abstention     | Abstention          | Abstention     | 608          | 26,08        |
| Votants        | Votants             | Votants        | 1 723        | 73,92        |
| Blancs et nuls | Blancs et nuls      | Blancs et nuls | 114          | 6,62         |
| Exprimés       | Exprimés            | Exprimés       | 1 609        | 93,38        |

*sortant

### Canton de Mimizan
| Candidats      | Candidats             | Étiquette      | Premier tour | Premier tour |
| Candidats      | Candidats             | Étiquette      | Voix         | %            |
| -------------- | --------------------- | -------------- | ------------ | ------------ |
|                | Xavier Fortinon       | PS             | 2 872        | 54,03        |
|                | Marie-Pierre Placette | UMP            | 742          | 13,96        |
|                | Daniel Daunesse       | DVD            | 736          | 13,84        |
|                | Gilbert Badet         | PCF            | 422          | 7,94         |
|                | Nadine Fonio          | Verts          | 341          | 6,41         |
|                | François Bellotte     | DVD            | 203          | 3,82         |
|                |                       |                |              |              |
| Inscrits       | Inscrits              | Inscrits       | 8 259        | 100,00       |
| Abstention     | Abstention            | Abstention     | 2 666        | 32,28        |
| Votants        | Votants               | Votants        | 5 593        | 67,72        |
| Blancs et nuls | Blancs et nuls        | Blancs et nuls | 277          | 4,95         |
| Exprimés       | Exprimés              | Exprimés       | 5 316        | 95,05        |

### Canton de Mont-de-Marsan-Nord
| Candidats      | Candidats             | Étiquette      | Premier tour | Premier tour | Second tour | Second tour |
| Candidats      | Candidats             | Étiquette      | Voix         | %            | Voix        | %           |
| -------------- | --------------------- | -------------- | ------------ | ------------ | ----------- | ----------- |
|                | Christian Cazade*     | PS             | 3 056        | 42,15        | 4 306       | 60,89       |
|                | Guy Duvignac          | UMP            | 1 715        | 23,66        | 2 766       | 39,11       |
|                | Raymond Gregoire      | FN             | 787          | 10,86        |             |             |
|                | Alain-Marc Dubos      | SE             | 713          | 9,83         |             |             |
|                | Vincent Dalbos        | Verts          | 457          | 6,30         |             |             |
|                | Bernadette Curculosse | PCF            | 386          | 5,32         |             |             |
|                | Luc Lestrade          | EXG            | 136          | 1,88         |             |             |
|                |                       |                |              |              |             |             |
| Inscrits       | Inscrits              | Inscrits       | 12 068       | 100,00       | 12 068      | 100,00      |
| Abstention     | Abstention            | Abstention     | 4 455        | 36,92        | 4 359       | 36,12       |
| Votants        | Votants               | Votants        | 7 613        | 63,08        | 7 709       | 63,88       |
| Blancs et nuls | Blancs et nuls        | Blancs et nuls | 363          | 4,77         | 637         | 8,26        |
| Exprimés       | Exprimés              | Exprimés       | 7 250        | 95,23        | 7 072       | 91,74       |

*sortant

### Canton de Mont-de-Marsan-Sud
| Candidats      | Candidats          | Étiquette      | Premier tour | Premier tour | Second tour | Second tour |
| Candidats      | Candidats          | Étiquette      | Voix         | %            | Voix        | %           |
| -------------- | ------------------ | -------------- | ------------ | ------------ | ----------- | ----------- |
|                | Alain Vidalies*    | PS             | 6 226        | 44,13        | 8 578       | 61,49       |
|                | Jacques Queudet    | UMP            | 3 249        | 23,03        | 5 372       | 38,51       |
|                | Mireille Cabiro    | FN             | 1 410        | 10,00        |             |             |
|                | Jean Duvignau      | SE             | 1 086        | 7,70         |             |             |
|                | Patrick Legas      | Verts          | 1 029        | 7,29         |             |             |
|                | Alain Bache        | PCF            | 756          | 5,36         |             |             |
|                | Jean-Claude Bouche | EXG            | 351          | 2,49         |             |             |
|                |                    |                |              |              |             |             |
| Inscrits       | Inscrits           | Inscrits       | 22 558       | 100,00       | 22 557      | 100,00      |
| Abstention     | Abstention         | Abstention     | 7 716        | 34,21        | 7 491       | 33,21       |
| Votants        | Votants            | Votants        | 14 842       | 65,79        | 15 066      | 66,79       |
| Blancs et nuls | Blancs et nuls     | Blancs et nuls | 735          | 4,95         | 1 116       | 7,41        |
| Exprimés       | Exprimés           | Exprimés       | 14 107       | 95,05        | 13 950      | 92,59       |

*sortant

### Canton de Morcenx
| Candidats      | Candidats           | Étiquette      | Premier tour | Premier tour |
| Candidats      | Candidats           | Étiquette      | Voix         | %            |
| -------------- | ------------------- | -------------- | ------------ | ------------ |
|                | Jean-Claude Deyres* | PS             | 3 140        | 66,88        |
|                | Michel Bonnet       | PCF            | 1 046        | 22,28        |
|                | Josiane de Rozario  | FN             | 509          | 10,84        |
|                |                     |                |              |              |
| Inscrits       | Inscrits            | Inscrits       | 7 136        | 100,00       |
| Abstention     | Abstention          | Abstention     | 1 910        | 26,77        |
| Votants        | Votants             | Votants        | 5 226        | 73,23        |
| Blancs et nuls | Blancs et nuls      | Blancs et nuls | 531          | 10,16        |
| Exprimés       | Exprimés            | Exprimés       | 4 695        | 89,84        |

*sortant

### Canton de Peyrehorade
| Candidats      | Candidats          | Étiquette      | Premier tour | Premier tour | Second tour | Second tour |
| Candidats      | Candidats          | Étiquette      | Voix         | %            | Voix        | %           |
| -------------- | ------------------ | -------------- | ------------ | ------------ | ----------- | ----------- |
|                | Isabelle Cailleton | PS             | 2 179        | 39,73        | 3 108       | 55,42       |
|                | François Lafitte   | UMP            | 1 887        | 34,41        | 2 500       | 44,58       |
|                | Maïté Labeyriotte  | PCF            | 609          | 11,11        |             |             |
|                | Alain Mallet       | Verts          | 411          | 7,49         |             |             |
|                | Pascal Dussart     | FN             | 398          | 7,26         |             |             |
|                |                    |                |              |              |             |             |
| Inscrits       | Inscrits           | Inscrits       | 7 961        | 100,00       | 7 955       | 100,00      |
| Abstention     | Abstention         | Abstention     | 2 189        | 27,50        | 2 004       | 25,19       |
| Votants        | Votants            | Votants        | 5 772        | 72,50        | 5 951       | 74,81       |
| Blancs et nuls | Blancs et nuls     | Blancs et nuls | 288          | 4,99         | 343         | 5,76        |
| Exprimés       | Exprimés           | Exprimés       | 5 484        | 95,01        | 5 608       | 94,24       |

### Canton de Pissos
| Candidats      | Candidats           | Étiquette      | Premier tour | Premier tour |
| Candidats      | Candidats           | Étiquette      | Voix         | %            |
| -------------- | ------------------- | -------------- | ------------ | ------------ |
|                | Guy Destenave*      | PS             | 926          | 58,31        |
|                | Françoise Cousseran | UMP            | 316          | 19,90        |
|                | Alain Crenca        | PCF            | 202          | 12,72        |
|                | Yves Agosti         | FN             | 144          | 9,07         |
|                |                     |                |              |              |
| Inscrits       | Inscrits            | Inscrits       | 2 456        | 100,00       |
| Abstention     | Abstention          | Abstention     | 804          | 32,74        |
| Votants        | Votants             | Votants        | 1 652        | 67,26        |
| Blancs et nuls | Blancs et nuls      | Blancs et nuls | 64           | 3,87         |
| Exprimés       | Exprimés            | Exprimés       | 1 588        | 96,13        |

*sortant

### Canton de Saint-Vincent-de-Tyrosse
| Candidats      | Candidats            | Étiquette      | Premier tour | Premier tour | Second tour | Second tour |
| Candidats      | Candidats            | Étiquette      | Voix         | %            | Voix        | %           |
| -------------- | -------------------- | -------------- | ------------ | ------------ | ----------- | ----------- |
|                | Jean-François Dussin | PS             | 4 907        | 40,97        | 7 298       | 60,30       |
|                | Henri Faberes        | DVD            | 3 340        | 27,89        | 4 804       | 39,70       |
|                | Olivier Martin       | FN             | 1 142        | 9,54         |             |             |
|                | Claudine Miquel      | DVG            | 1 058        | 8,83         |             |             |
|                | Alain-Marie Declercq | Verts          | 874          | 7,30         |             |             |
|                | Alain Larrieu        | EXG            | 655          | 5,47         |             |             |
|                |                      |                |              |              |             |             |
| Inscrits       | Inscrits             | Inscrits       | 19 449       | 100,00       | 19 450      | 100,00      |
| Abstention     | Abstention           | Abstention     | 6 901        | 35,48        | 6 520       | 33,52       |
| Votants        | Votants              | Votants        | 12 548       | 64,52        | 12 930      | 66,48       |
| Blancs et nuls | Blancs et nuls       | Blancs et nuls | 572          | 4,56         | 828         | 6,40        |
| Exprimés       | Exprimés             | Exprimés       | 11 976       | 95,44        | 12 102      | 93,60       |

### Canton de Tartas-Est
| Candidats      | Candidats        | Étiquette      | Premier tour | Premier tour |
| Candidats      | Candidats        | Étiquette      | Voix         | %            |
| -------------- | ---------------- | -------------- | ------------ | ------------ |
|                | Joël Goyheneix*  | PS             | 1 561        | 59,40        |
|                | Alain Dehez      | PCF            | 576          | 21,92        |
|                | Hélène Rochefort | FN             | 333          | 12,67        |
|                | Stéphane Bruey   | Verts          | 158          | 6,01         |
|                |                  |                |              |              |
| Inscrits       | Inscrits         | Inscrits       | 4 147        | 100,00       |
| Abstention     | Abstention       | Abstention     | 1 219        | 29,39        |
| Votants        | Votants          | Votants        | 2 928        | 70,61        |
| Blancs et nuls | Blancs et nuls   | Blancs et nuls | 300          | 10,25        |
| Exprimés       | Exprimés         | Exprimés       | 2 628        | 89,75        |

*sortant